# گوزل‌حصار (آک‌یورت)
گوزل‌حصار (به لاتین: Güzelhisar) یک منطقهٔ مسکونی در ترکیه است که در اکیورت واقع شده‌است.